# Dragare
Dragare (från  tyskans Träger, "bärare") är en person som har till yrke att bära och forsla varor. Dragarna var förr specialiserade och organiserade i skrån. Det fanns bland annat koppardragare, säckedragare, vågdragare, vindragare, järndragare och hamndragare. Numera är en dragare ett stadsbud eller en arbetare som medverkar vid lastning och lossning av fartyg, hamnarbetare eller sjåare.

## Vindragare

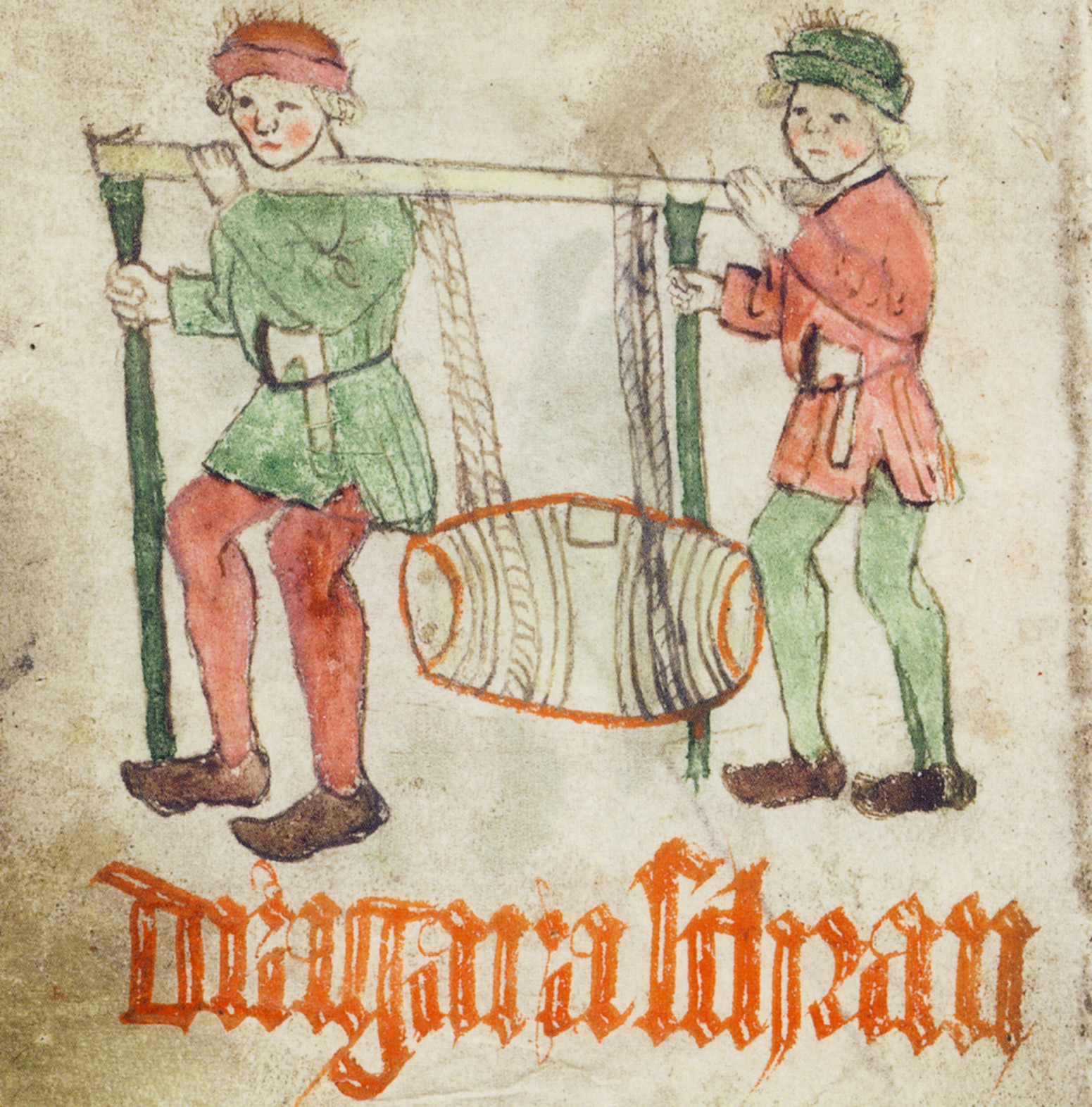
Två vindragare bär en tunna, 1500-tal

Vindragare var ett arbetslag i den svenska huvudstaden Stockholm för att betjäna allmänheten med transport, lagring och tappning av vin och sprit. De var 1606 organiserade som Vindragareämbetet, senare som Vindragarlaget och var Sveriges sista skråämbete. De hade sin verksamhet huvudsakligen vid Skeppsbron och var styrt av en ålderman och två bisittare. Stockholms Vindragarlag hade sina lokaler i Vindragarlagets hus vid Stora Hoparegränd 6 i Gamla stan. Deras skrå upplöstes 1930.
Vindragarna utförde inte själva lossningen av vintunnorna från fartygen, de tog emot varan "vid relingen". De största vintunnorna kunde väga omkring 600 kilo. För att kunna transportera dessa hade vindragarna en speciell teknik som kallades "låt varan verka", vilket betyder att faten rullades. På så vis kunde två vindragare transportera ett 300-kilos fat medan stuvarna behövde fyra man. Lättare fat kunde bäras av två dragare. På en illustration från dragarämbetets skråordning syns två dragare som bär en tunna med hjälp av en dragstång. Tunnan hänger i ett rep från dragstången och när bärarna ville vila sig, stöttade de dragstången med var sin dragkäpp. I bältet bär dragarna så kallade sprundyxor som användes för att hugga upp sprund på öl- eller vintunnorna.
Enligt skrået skulle den som ville inträda i ämbetet ha tio redskap, några redskap ingick i vindragarnas uppgift till brandbekämpning:
- För transport av vinfat: rep, dragstång och -käpp samt sprundyxa
- För att släppa ner vinfat till vinkällaren: hakstång, haklina och vinstege.
- För brandbekämpning: käxa (brandhake), väckestake- och klubba (för att hugga upp brandvak i isen)

## Vintappare
En tappare var en person som yrkesmässigt tappar öl eller vin och liknande vid produktionsstället eller vid lossningen på kajen i samband med import. Tapparen skulle kontrollera produkten och alkoholstyrka och kvalitet antecknades av tulltjänsteman. Denna uppgift kunde även utföras av vindragaren. I åtminstone Danmark kunde en av vintapparna utses till vinvräkare (danska: vinvrager) med en liknande kontrollfunktion, vilket exempelvis gällde Hans Jacob Korn. Vintapparna var ofta ursprungligen tunnbindare (synonym: kypare). Förr användes begreppet tappare särskilt om en person med juridisk rätt att bedriva utskänkning. Vintappare kunde vara i kunglig tjänst, som Berndt Vintappare hos Erik XIV eller Sven Vintappare hos Johan III. Sven Vintappare hette Sven Staffansson och fick Sven Vintappares gränd i Gamla stan uppkallat efter sig.

## Järndragare

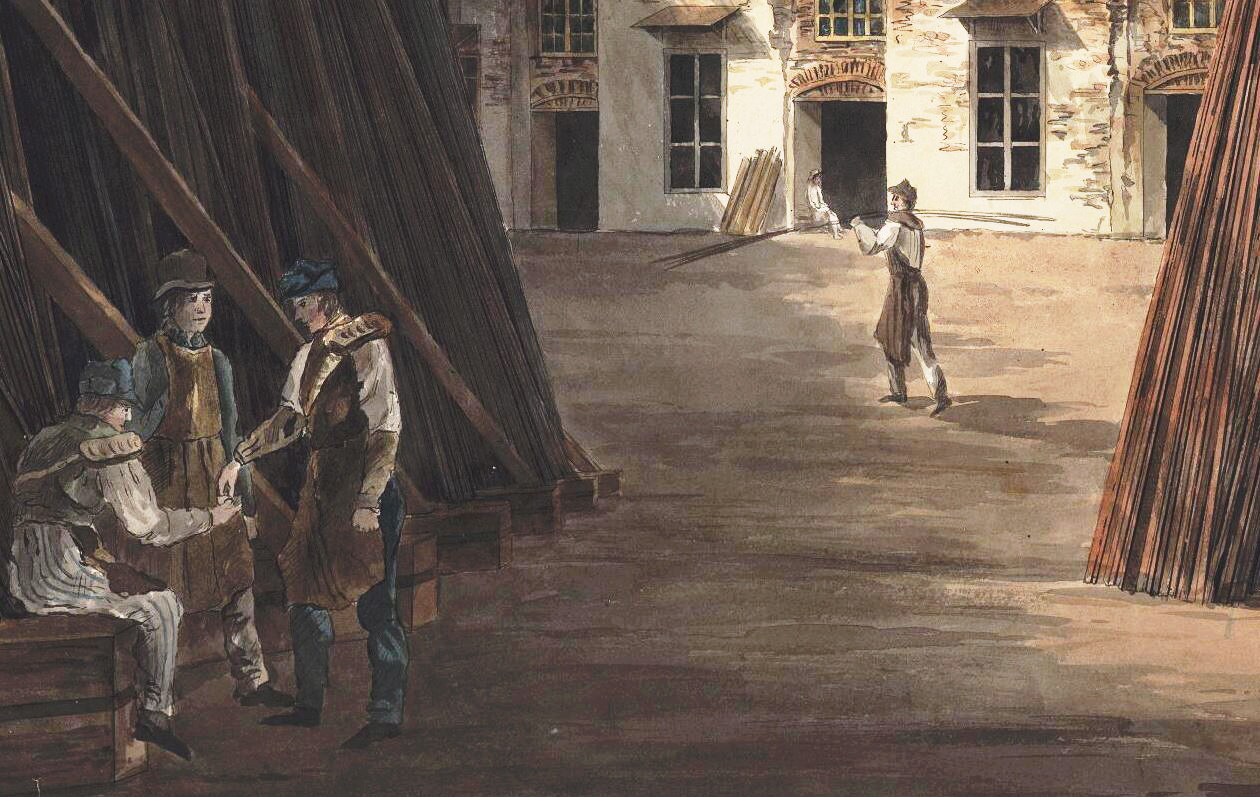
Järnbärare i Järngraven oljemålning av J.F. Julin 1820-tal (del av större verk)

Järndragare eller järnbärare indelades i ordinarie och extra ordinarie bärare. Eftersom arbetet vid järnvågarna var säsongsbetonat (under vintern var järnbärarna sysslolösa), fick de även utföra andra arbeten som att biträda vid eldsvådor,  tjänstgöra som extra polisbetjänter vid högtidligare tillfällen och i orostider eller att bära lik. År 1662 flyttades järnhanteringen och Stockholms järnvåg från Järntorget i Gamla stan till Järngraven vid Södermalmstorg. Tidvis fanns här världens största järnupplag och cirka 40 procent av världens järnexport gick över denna plats. Här bars stångjärn från Mälarsidan till Saltsjösidan, det kontrollerades och vägdes. Till Mälarsidan anlände järnprodukterna med skuta från Bergslagens talrika hyttor. 
Varje järnbärare bar fem stångjärn på axeln, de vägde tillsammans drygt 40 kilo. På axeln hade de en järnbeslagen läderkudde som skydd. Järnbärarämbetet i Stockholm var ett eget skrå som existerade mellan 1663 och 1872. Några järnbärare i arbete i "Järngraven och passagen till Södermalm" skildras i en teckning av Alexander Wetterling 1826.

## Hamndragare
Det fanns även andra "dragare". Hamndragare eller vågdragare bar varor till våghusen för vägning och till packhuset för att förtullas. Till dragarnas uppgifter hörde även att rycka ut vid eldsvådor och att hålla vak öppen i isen för släckvattnet.

## Vågdragare
Vågdragare transporterade tullpliktigt gods till stadsvågen, packade upp för vägning och kontroll samt packade in för vidare transport. De gav även viss handräckning vid vägningen.